# Léontine Dolivet
Pour les articles homonymes, voir Dolivet.
Léontine Dolivet, née à Betton près de Rennes en Bretagne le 28 décembre 1888 et morte à Betton le 14 novembre 1974, est une laïque chrétienne, qui a consacré sa vie au catéchisme des enfants. Sa cause en béatification est ouverte par le diocèse de Rennes depuis 2017.

## Biographie
Née le 28 décembre 1888 à Betton, Léontine Dolivet aspire à la vie religieuse. Elle veut d'abord entrer au Carmel, mais change d'avis pour s'occuper de ses parents, alors malades. 
Les jeunes garçons de son village n'ayant pas de catéchèse, elle décide de les rassembler dans la maison de ses parents pour les instruire, avec le soutien du curé. Après avoir utilisé sa maison familiale, elle utilise l'ancienne école que son père a achetée en 1908. En 1909, elle crée à Betton « l'œuvre des catéchistes volontaires » pour la catéchèse des garçons de l'école publique. Elle prononce des vœux privés, de chasteté et de pauvreté, sans entrer dans les ordres, et se rédige en 1913 une règle de vie chrétienne. Elle se consacre en 1917 au Sacré-Cœur de Jésus.
Elle est toujours vêtue en noir, portant un sempiternel petit chapeau. Sa personnalité et son enseignement laissent un souvenir fort auprès des jeunes. 
Sa vie est quotidiennement rythmée par la messe, la prière, la préparation de son catéchisme. Tous les ans, elle s'applique à une retraite solitaire de dix jours à son domicile. Elle est catéchiste pendant soixante-huit ans.
Elle meurt dans ce même village de Betton le 14 novembre 1974, et lègue sa maison à la paroisse dont elle est considérée comme une bienfaitrice,,.

## Hommages
Le 8 décembre 1957, à Betton, elle reçoit, pour ses 53 années de catéchèse, la médaille de reconnaissance diocésaine des mains du cardinal Clément Roques, archevêque de Rennes. 
La maison paroissiale de Betton est nommée la « Maison Dolivet ».
Une plaque à sa mémoire y est apposée en 2016.
Un collège à Cesson-Sévigné (Ille-et-Vilaine) porte son nom.

## Béatification
Le diocèse de Rennes annonce le 4 février 2017 l'ouverture de son procès en béatification. Cette annonce est faite au début d'une année synodale pour « renouveler les voies de l'évangélisation ».